# Ulemica
Ulemica é um extinto gênero de terapsídeo da família Venjukoviidae. Foi uma basal membro da subordem Anomodontia que existiu durante o final do Permiano na Rússia. A espécie tipo é U. Invisa, foi atribuído ao gênero Venjukovia antes de ser colocado dentro de seu próprio gênero, em 1996.